# Tajski lunarni kalendar
Tajski ili tajlandski lunarni kalendar (tajlandski: ปฏิทินจันทรคติ Patitin Chantarakati - doslovno "Nasuprot-Suncu Mjesečevi-načini (putevi)") tajlandska je inačica lunisolarnog budističkog kalendara koji se koristi u Kambodži, Laosu i Mjanmaru, zemljama jugoistočne Azije. Ovi kalendari imaju za osnovu Hindu kalendar (koji počiva na Surya Siddhanta-i iz trećeg stoljeća) i kombiniraju lunarni i solarni kalendar u nominalnu godinu od 12 mjeseci. U pravilnim intervalima se umeće dodatni dan ili dodatni mjesec (od 30 dana); u tajskoj, laoškoj i kambodžanskoj inačici se ne dodaje dodatni dan u godinama s dodatnim mjesecom.

## Zakonski u odnosu na vjerski kalendar
Tajlandski solarni kalendar, Patitin Suriyakati (ปฏิทินสุริยคติ), tajlandska inačica gregorijanskog kalendara je zamijenila Patitin Chantarakati 1888. kršćanske ere tj. 2431. godine budističke ere u pravne a time i komercijalne svrhe. Ipak, budistički dani odmora (Uposatha, obvezni sveti dani za vjerujuće budiste, važniji od njih su i praznici i dalje određeni četirima Mjesečevim mijenama. Kinezi u Tajlandu također obilježavaju svoje dane i tradicionalne kineske praznike prema Mjesečevim mijenama. Pošto se one pomiču u odnosu na solarni kalendar, tajlandski kalendari uključuju tajske i kineske lunarne nadnevke za religijske potrebe. Mundana astrologija također ima važno mjesto u tajlandskoj kulturi, tako da moderne tajske krštenice uključuju nadnevke po lunarnom kalendaru i odgovarajuću životinju iz kineskog kalendara za kinesku i Hora astrologiju (โหราศาสตร์  โหราสาต ho-ra-sat)).

## Godine
Godina nominalno ima dvanaest mjeseci i može biti dugačka 354, 355 ili 384 dana.

### Godina (normalnih meseci) od 354 dana
Godine od 354 dana imaju 12 normalnih mjeseci (vidjeti "Mjeseci", dolje). Ovakva godina naziva se godinom normalnih mjeseci (ปรกติมาสฅ (ปีปกกะติมาด Pee-pok-ga-ti-mat, normal-month year na engleskom).

### Godina (dodatnog dana) od 355 dana
U 355-dnevnim godinama dodaje se dodatni dan sedmom mjesecu. Godina s dodatnim danom je godina dodatnog dana (ปีอธิกวาร (ปีอะทิกะวาน Pee-a-ti-ga-wan, extra-day year na engleskom).

### Godina (dodatnog mjeseca) od 384 dana
U 384-dnevnim godinama je dodan ekstra mjesec (อธิกมาส (อะทิกะมาด a-ti-ga-mat), koji je ponovljeni tridesetodnevni osmi mjesec, tako da broj mjeseci ostaje na 12. Ovakva godina je godina dodatnog mjeseca (ปีอธิกมาส (ปีอะทิกะมาด Pee-a-ti-ga-mat), extra-month year).

### Nova godina
- Tajski lunarni kalendar ne označava početak nove godine na početku novog brojnog niza mjeseci 1-12, što je najčešće u prosincu (vidjeti dolje Mjesec 1).
- Zakonska starost osobe i sekularni praznici, uključujući Novu godinu, kao i tri dana tradicionalne tajlandske Nove godine određeni su tajskim solarnim kalendarom. Ako bi praznici pali na vikend, i oni, kao i neki od glavnih lunarnih festivala uređeni su ovim kalendarom putem dana nadoknade วันชดเชย.

- Wan Khao Phansah วันเข้าพรรษา se računa kao Nova godina za monahe;
- Kineskim kalendarom se određuje dan kada godina uzima ime iduće životinje u dvanaestogodišnjem ciklusu životinja.

### Imena dvanaestogodišnjeg ciklusa životinja
GregorijanskaDan Nove godineTajskaZnak i ime na hrvatskom

199828. siječnjaปีขาล虎 Tigar
199916. veljačeปีเถาะ兔 Zec
2000 5. veljačeปีมะโรง龍 Zmaj (Velika zmija)
200124. siječnjaปีมะเส็ง蛇 Zmija (Mala zmija)
2002 12. veljačeปีมะเมีย馬 Konj
2003 1. veljačeปีมะแม羊 Koza
200422. siječnjaปีวอก猴 Majmun
2005 9. veljačeปีระกา雞 Pijetao
200629. siječnjaปีจอ狗 Pas
2007 18. veljačeปีกุน豬 Svinja
2008 7. veljačeปีชวด 鼠 Štakor
200926. siječnjaปีฉลู牛 Vol
2010 14. veljačeปีขาล虎 Tigar
2011 3. veljačeปีเถาะ兔 Zec

## Mjeseci
Primjedba: ova informacija odnosi se samo na suvremeni tajlandski kalendar i nedovoljna je za odgonetanje lunarnih nadnevaka računatih po drugim načinima
Deuan (เดือน) označava kalendarski mjesec ili lunaciju. Mjeseci (ili lunacije) su pobrojeni od 1 do 12. Kao i u drugim budističkim kalendarima, njihova imena potječu iz sanskrta, ali ona su uglavnom poznata samo tajskim astrolozima (Prasert Na Nagara 1998:524, navedeno u Diller).

#### Normalni mjeseci
Dvije uzastopne lunacije zauzimaju oko 59 dana. Tajski lunarni kalendar aproksimira ovaj interval parovima normalnih mjeseci (ปรกติมาสฅ ปกกะติมาด Pok-ga-ti-mat)) od 29 i 30 dana i to 29 u neparnom mjesecu (เดือนคี่  deuan kêe) i 30 u parnom mjesecu (เดือนคู่  deuan kôo). Mjesec od 29 dana naziva se šupljim mjesecom (เดือนขาด deuan kàat); a onaj od 30 dana punim mjesecom (เดือนถ้วน deuan tûan). Ovo je samo djelomično točno, tako da povremeno sedmi mjesec (uobičajeno šuplji) ima još jedan dan, ili nakon uobičajeno punog osmog mjeseca slijedi dodatni puni osmi mjesec. Prvi i drugi mjesec nazvani su arhaičnim tajlandskim brojevima, a ostatak je nazvan po suvremenim brojevima.

### Mjesec 1 เดือน ๑
Deuan Aai (เดือนอ้าย) započinje iznova ciklus brojenja mjeseci, najčešće u prosincu, ali time nije označen početak nove godine. Aai, arhaična riječ na tajskom, ali ne i u drugim dijalektima, znači "prvorođeni" (ili "najstariji"). Ovaj mjesec je neparan šuplji mjesec (เดือนขาด deuan kàat), traje 29 dana.

### Mjesec 2 เดือน ๒
Deuan Yi (เดือนยี่) je od arhaičnog ญี่ što znači 2. Kao parni puni mjesec (เดือนคู่  deuan kôo), dugačak je 30 dana.

### Mjeseci 3-6 เดือน ๓ — ๖
Deuan 3–6 koriste suvremeni način čitanja brojeva kao i svi preostali mjeseci. Mjeseci 3-6 su naizmjenično neparni i parni (เดือนคี่/คู่  deuan kêe/kôo) pa prema tome imaju 29, 30, 29 i 30 dana.

### Mjesec 7 เดือน ๗
Deuan 7, šuplji mjesec, normalno je dugačak 29 dana u godinama koje imaju 354 dana, ali mu se dodaje još jedan dan อธิกวาร (อะทิกะวาน A-ti-ga-wan)) u 355-dnevnim godinama (ปีอธิกวาร (ปีอะทิกะวาน Pee-a-ti-ga-wan).

### Mjesec 8 เดือน ๘
Deuan 8 je tridesetodnevni puni mjesec (เดือนคู่  deuan kôo).

### Mesec 8/8 เดือน ๘/๘
Kada je potreban ekstra mjesec (อธิกมาส (อะทิกะมาด a-ti-ga-mat)) za 384-dnevnu godinu ekstra-mjeseca (ปีอธิกมาส (ปีอะทิกะมาด Pee-a-ti-ga-mat)), Mjesec 8 se ponavlja kao เดือน ๘/๘ Mjesec 8/8, što se može čitati kao — 
Deuan Bad dap Bad —Mjesec 8 kroz 8,
Deuan Bad Song Khang —Mjesec 8 Strana Dva, ili
Deuan Bad Song Hon —Mjesec 8 Drugi Put na isanskom jeziku.

### Mjeseci 9-12 เดือน ๙ — ๑๒
Deuan 9–12 dovršavaju lunarni ciklus.

## Podjele mjeseca
Mjeseci se dijele u dvije polovine koje su označene po tome raste li Mjesec ili opada:
Khang Kuen ข้างขึ้นRastuće, razdoblje od mladog do punog Mjeseca, koje uvijek ima
15 dana
Khang Raem ข้างแรมOpadajuće, razdoblje od punog do mladog Mjeseca, koje ima
14 dana u neparnim šupljim mjesecima, osim kada je sedmom mjesecu dodan ekstra dan (อธิกวาร (อะทิกะวาน A-ti-ga-wan)); inače ima
15 dana.
Primjedba: značenje, kada nije dopunjeno drugim riječima ili slogovima:
khangข้าง   [pri, na ili prema] strana (-ni)
kuenขึ้น rasti ili popeti se
raemแรม umoriti se ili povući.

## Tjedni
Tjedan je na tajlandskom สัปดาห์ ili สัปดาหะ, što se izgovara สับ-ดา sàb-da, สับ-ปะ-ดา sàb-phà-daa, ili สับ-ดา-หะ sàb-da-hà što potječe od sanskrtske riječi za "sedam"; On-line Royal Institute Dictionary  Arhivirana inačica izvorne stranice od 3. ožujka 2009. (Wayback Machine) (ORID) je danas definira kao sedmodnevno razdoblje koji počinje nedjeljom i završava se subotom. Ali, kada se odnosi na lunacije, to je 7-, 8- ili (rjeđe) 9-dnevni interval između kvartilnih mjesečevih mijena; tj. od jednog วันพระ wan prà do idućeg.

## Dani
Iako u solarnom kalendaru dani u tjednu imaju imena, dani lunarnog kalendara su pobrojeni redom od 1 do 14 ili 15:
Kuen 1 Kham Deuan 1 ขึ้น ๑ ค่ำ เดือน ๑  Rastući 1. večer mjeseca 1, itd. do
Raem 15 Kham Deuan 12 แรม ๑๕ ค่ำ เดือน ๑๒ Opadajući 15. večer mjeseca 12.
Primjedba: Kham ค่ำ  Večer se danas uglavnom uzima kao večer uobičajenog dana koji počinje i završava se u ponoć, a ne večer dana koji počinje i završava se o zalasku Sunca. Nekadašnja praksa je mogla biti drukčija. Vidjeti Wan Wy Phra Chan, ispod.

## Imenovani lunarni dani
- Wan Phra  วันพระ Dan(i) Sveti [Budistima] ; također zvani
  - Wan Thamma Sawana  วันธรรมสวนะ (วันทำมะสะวะนะ) religijski sveti dan(i) ; Budistički sabat(i) ; redovno padaju na:
    - Kuen 8  ขึ้น ๘ Mjesečevu prvu četvrt
    - Kuen 15  ขึ้น ๑๕ puni Mjesec (uštap); također poznat kao
      - Wan Phen  วันเพ็ญ dan punog [Mjeseca].
        - Wan Duan Phen (วันเดือนเพ็ญ), pravi dan punog Mjeseca i Khuen 15 Kham ne padaju uvijek na isti dan.

    - Raem 8  แรม ๘ Mjesečeva posljednja četvrt; i
    - Raem 14 (15)  แรม ๑๔ (๑๕)  posljednji dan lunarnog mjeseca; poznat i kao
      - Wan Dab วันดับ dan [kada je Mjesec] ugašen, ili nestaje.
- Wan Wy Phra Chan วันไหว้พระจันทร์

Dan Poštovanja [prema] Svetom Mjesecu
konkretni dan kada Žetveni Mjesec postaje pun
Kuen 14 (15) Kham Deuan 11  ขึ้น ๑๔ (๑๕) ค่ำ เดือน ๑๐
Rastući 14(15) Večer, Mjesec 11.

## Praznici regulirani Mjesecom
Budistički sabati (dani odmora), kolokvijalno วันพระ Wan Phra, su "Mjesec-dani": Mlađak, Prva Četvrt, Uštap i Posljednja Četvrt. Ovo nisu' uobičajeni dani (วันยุด wan-yoot), osim za mesarske, berberske/brijačke i kozmetičarske radnje koje slijede Osam Pravila.
Godišnji praznici i sezonski festivali zajedno se nazivaju วันนักขัตฤกษ์ วันนักขัดตะเริก Wan nak-khad-ta-roek. 
Festivali ili sajmovi su เทศกาล (เทสะกาน) thet-sa-garn; oni mogu dalje mogu biti nazvani ประเพณี pra-pen-nee tradicionalni; i kao พืธิ pit-ti, obred ili ceremonija. Tablica pokazuje žutim one glavne kojima upravlja Mjesec.
Radni praznici koje je vlada propisala kao slobodne dane od posla ili škole su วันยุดราชาการ Wan-yoot-ra-cha-gan; crvenim su označeni oni koji su regulirani Mjesecom.
Vikendi uobičajeno jesu slobodni dani; ako neki praznik, koji je inače slobodan dan, padne na vikend, idući ponedjeljak je slobodni dan nadoknade วันชดเชย Wan chod-choey.
| Radni praznici | i | festivali | regulisani Mesecom: r = rastući Mjesec; o = opadajući |

| Ms. | Dan | Događaj             | ไทย        | Komentar |
| --- | --- | ------------------- | ---------- | --- |
| 3†  | 1r  | Kineska nova godina | ตรุจีน       | Zatvorena većina radnji u vlasništvu Taj-Kineza                                                                                              |
| 3   | 15r | Magha Puja          | วันมาฆะบูชา  | Makha Bucha |
| 6   | 15r | Vesak               | วิสาขะบูชา   | Visakha Bucha |
| 8‡  | 15r | Asalha Puja         | อาสาฬหบูชา  | Asarnha Bucha |
| 8‡  | 1o  | Wan Kao Pansa       | วันเข้าพรรษา | Početak Povlačenja Kiša, ili Budistički Veliki post                                                                                          |
| 10  | 15o | Thetsagarn Sart     | เทศกาลสารท | Vegetarijanski festival |
| 11  | 15r | Wan Awk Pansa       | วันออกพรรษา | Kraj Povlačenja Kiša, ili Budističkog Lenta''                                                                                                |
| 11  | 1o  | Thod Kathin         | ทอดกฐิน     | Darivanje monaške odjeće nakon Povlačenja Kiše                                                                                               |
| 12  | 15r | Loy Krathong        | ลอยกระทง   | U sjevernom Tajlandu, ovo je Duean Yi i Yee Peng Lantern Festival Arhivirana inačica izvorne stranice od 28. veljače 2013. (Wayback Machine) |

Primjedbe:
† Kineski kalendar rabi drukčije metode određivanja prijestupnih mjeseci pa njegova Nova godina može biti mjesec ranije ili kasnije po ovom kalendaru.
‡ Mjesec 8/8 u godinama s dodatnim mjesecom.

## Vanjske poveznice
- (engl.) Thai Time by Anthony Diller  Arhivirana inačica izvorne stranice od 20. kolovoza 2008. (Wayback Machine) .
- (engl.) How Chula Sakarat Dates Work  Arhivirana inačica izvorne stranice od 21. prosinca 2007. (Wayback Machine)